# 아벨의 합 공식 (적분 기법)
해석학에서 아벨의 합 공식(Abel's Sum Formula)은 크게 두 가지 의미로 사용된다. 여기에서는 적분에 대한 공식을 기술할 것이다. 이는 많은 경우 쉽게 적분할 수 없을 것처럼 보이는 적분을 쉽게 만들어주는 공식이다. 닫힌 꼴의 적분값을 찾는 적분 기법의 측면에서, 이는 초등적인 기법으로 증명할 수 있는 고급 테크닉에 속한다.(이외의 테크닉으로는 푸리에 해석을 이용한 방법, 유수 정리를 이용한 방법, 변수 변환을 이용한 방법, 수열을 이용한 방법 등이 있다)

## 공식화
일반적으로 아벨의 합 공식은 다음과 같이 공식화된다.
- 보조정리 : {\displaystyle [c,\infty ]}에서 리만적분가능함수 {\displaystyle f(x)}에 대해 {\displaystyle \int _{c}^{\infty }f(x)\,dx} 가 수렴하면, 적분 {\displaystyle \int _{c}^{\infty }e^{-ax}f(x)\,dx=F(a)}는 {\displaystyle 0\leq a\leq 1}에 대해 균등수렴한다.
- 정리 : 이 때, 실제로 {\displaystyle \int _{c}^{\infty }f(x)\,dx=\lim _{a\rightarrow +0}F(a)} 가 성립한다.

이것 자체의 증명은 그다지 어렵지 않으므로 생략한다.

## 응용
아벨의 합 공식을 이용하는 방법은, 위의 공식에서 다른 방법으로 {\displaystyle F(a)}에 관한 식을 찾은 뒤 이것을 {\displaystyle a}에 관해 풀어서 적분을 구하는 것이다.
아벨의 합 공식을 이용해 실제로 적분 {\displaystyle \int _{0}^{\infty }{\frac {\sin {x}}{x}}\,dx}를 계산해 보자. 공식에 대입하면,
{\displaystyle \int _{0}^{\infty }{\frac {\sin {x}}{x}}\,dx=\lim _{a\rightarrow +0}\int _{0}^{\infty }e^{-ax}{\frac {\sin {x}}{x}}\,dx=\lim _{a\rightarrow +0}F(a)}
이 된다. 그런데 우변의 식은,
{\displaystyle F'(a)=-\int _{0}^{\infty }e^{-ax}\sin {x}\,dx=-{\frac {1}{1+a^{2}}}}
이 되므로, 이를 다시 {\displaystyle a}에 관해 적분하면,
{\displaystyle F(a)=-\arctan {a}+C}
와 같이 된다. 적분상수를 결정하기 위해 적분의 형태를 이용하자. {\displaystyle F(a)}의 원 식에서 {\displaystyle a}가 무한대로 가면, 적분식 안이 {\displaystyle 0}으로 접근하므로 {\displaystyle F(a)} 역시 {\displaystyle 0}으로 접근한다. 또 이때 아크탄젠트 함수의 값은 {\displaystyle {\frac {\pi }{2}}}로 접근하므로, 적분상수는 결국 {\displaystyle {\frac {\pi }{2}}}와 같이 된다. 따라서,
{\displaystyle \lim _{a\rightarrow +0}{[-\arctan {a}+{\frac {\pi }{2}}]}={\frac {\pi }{2}}}
가 되고, 이는 원 적분과 같다.

## 같이 보기
- 아벨 극한 정리

## 참고 문헌
- 호리에 노부오 외, 《미분적분학 연습》, 도서출판 고섶, 2006